# Shamus Khan
Pour les articles homonymes, voir Shamus et Khan (homonymie).
Shamus Rahman Khan est un sociologue américain. Il enseigne à l’Université Columbia, dont il est le président du département de sociologie. Ses sujets de prédilection sont les élites, les inégalités sociales, et la culture américaine.

## Biographie

### Famille
Khan est né à New York en 1978 de parents pakistanais immigrés aux États-Unis. Sa mère, Mary Khan, est infirmière, et son père, Akmal Khan, est chirurgien. Son frère aîné, Omar Khan, est docteur en science politique diplômé d’Oxford et dirige le Runnymede Trust (en), un groupe de réflexion sur l’égalité raciale dont le but est, en tant que source indépendante, de générer des renseignements pour une Grande-Bretagne multiethnique par la recherche, la création de réseaux, le débat et l’engagement politique.

Khan étudie à St. Paul’s School (en) à Concord, dans le New Hampshire, un lycée mixte hautement sélectif où sont formés les futurs dirigeants politiques et administratifs des États-Unis et du monde, dont il sort diplômé en 1996 avec une mention honorifique magna cum laude en mathématiques, sciences, musique et latin. 

### Études supérieures
Il fréquente l’université d’arts libéraux Haverford College, dont il sort diplômé en 2000. Il obtient sa maîtrise en 2006, puis son doctorat en 2008 à l’Université du Wisconsin à Madison, où il a eu comme professeurs les sociologues Robert M. Hauser, Erik Olin Wright et Myra Marx Ferree. Son tuteur était le sociologue Mustafa Emirbayer, partisan fervent de l’interactionnisme structural. En 2007, il commence à enseigner à l'Université Columbia.

## Carrière universitaire

### À l'international
Shamus Khan a donné des conférences et occupé des postes de professeur invité dans le monde entier. En 2014, il devient directeur d’études invité à l’École des hautes études en sciences sociales à Paris, et professeur invité à l’Université de Manchester au Royaume-Uni. 

### Aux États-Unis
En 2010-2011, il est membre du Centre Cullman de la New York Public Library, qui propose des bourses pour les enseignants-chercheurs. Il est le directeur du réseau de recherche de la Fondation Russell Sage qui étudie l'influence politique des élites économiques, et il dirige un programme de recherche qui utilise les archives de l'Orchestre philharmonique de New York pour comprendre la composition historique à long terme des amateurs de concerts de musique classique. Il est actuellement rédacteur en chef de Public Culture, une revue universitaire interdisciplinaire d'études culturelles, publiée par Duke University Press et parrainée par le Département des médias, de la culture et de la communication de l'Université de New York.

Dans le cadre de ses recherches sur le genre et la sexualité, il a été co-chercheur principal de SHIFT, une étude pluriannuelle sur la santé sexuelle et les violences sexuelles à l’Université Columbia. De ce travail de recherche est né un ouvrage co-écrit avec Jennifer Hirsch, professeure de sciences socio-médicales à l’école de santé publique de l’Université de Columbia. 

### Travaux
Les contributions scientifiques majeures de Shamus Khan portent sur les inégalités sociales, la sociologie culturelle, la sociologie du genre, les méthodes en sciences sociales et par-dessus tout sur la sociologie des élites. Son livre, Privilege: The Making of an Adolescent Elite at St. Paul’s School, paru en 2011 chez Princeton University Press, a remporté le prix C. Wright Mills, lequel récompense les ouvrages marquants de sociologie. Ce livre a été largement analysé dans les cercles conservateurs et libéraux[réf. souhaitée]. En France, il est publié en 2015 aux éditions Agone, sous le titre La nouvelle école des élites, et a été très remarqué dans le cadre de débats universitaires français sur l'évolution des élites et de la méritocratie. 

### Contributions dans la presse
En plus de son travail universitaire, Shamus Khan écrit beaucoup pour la presse populaire ; il a notamment été chroniqueur pour le magazine Time, et a écrit des tribunes et des articles pour le New York Times, The New Yorker, ou encore Public Books. Il y intervient sur ses sujets de prédilection que sont la sociologie des élites, les inégalités sociales et de genre, mais aussi la discrimination raciale.